# Singel

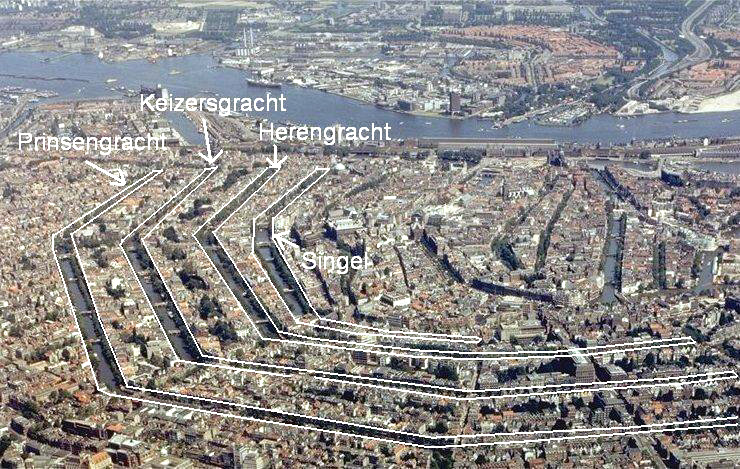
Blick auf den Amsterdamer Grachtengürtel mit dem Singel

Der Singel ist ein ehemaliger mittelalterlicher Stadtgraben in Amsterdam-Centrum. Er begrenzte bis zum Ende des 16. Jahrhunderts die Stadt nach Westen hin. Der Singel beschreibt einen westlich ausgerichteten Bogen vom Westertoegang bei der Haarlemmersluis im Norden bis zur Binnenamstel am Muntplein im Süden. Der Singel ist die östlichste und älteste Gracht des Amsterdamer Grachtengürtels.

## Geschichte
Bis zum Ende des 16. Jahrhunderts bildete der Singel die westliche Amsterdamer Stadtgrenze und wurde im 16. Jahrhundert – zusammen mit den beiden anderen Stadtgräben Kloveniersburgwal und Geldsersekade – auch Stedegracht genannt. Die Torensluis (Brücke 9) von 1648 im mittleren Bereich des Singel ist eine typische Bogenbrücke und mit 42 Metern Amsterdams breiteste und zugleich älteste erhaltene Brücke.
Der wirtschaftliche Aufschwung des Goldenen Zeitalters führte u. a. zur westlichen Erweiterung des Amsterdamer Stadtgebietes um den Amsterdamer Grachtengürtel mit Heren-, Keizers- und Prinsengracht.

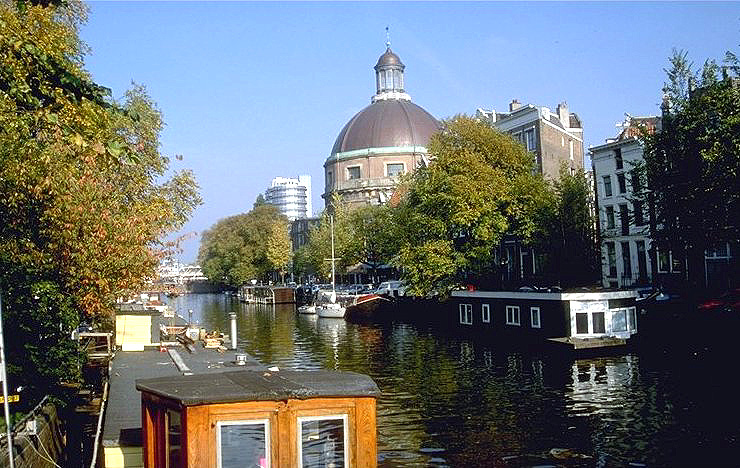
Kuppelkirche Ronde Lutherse Kerk am Nordende des Singel
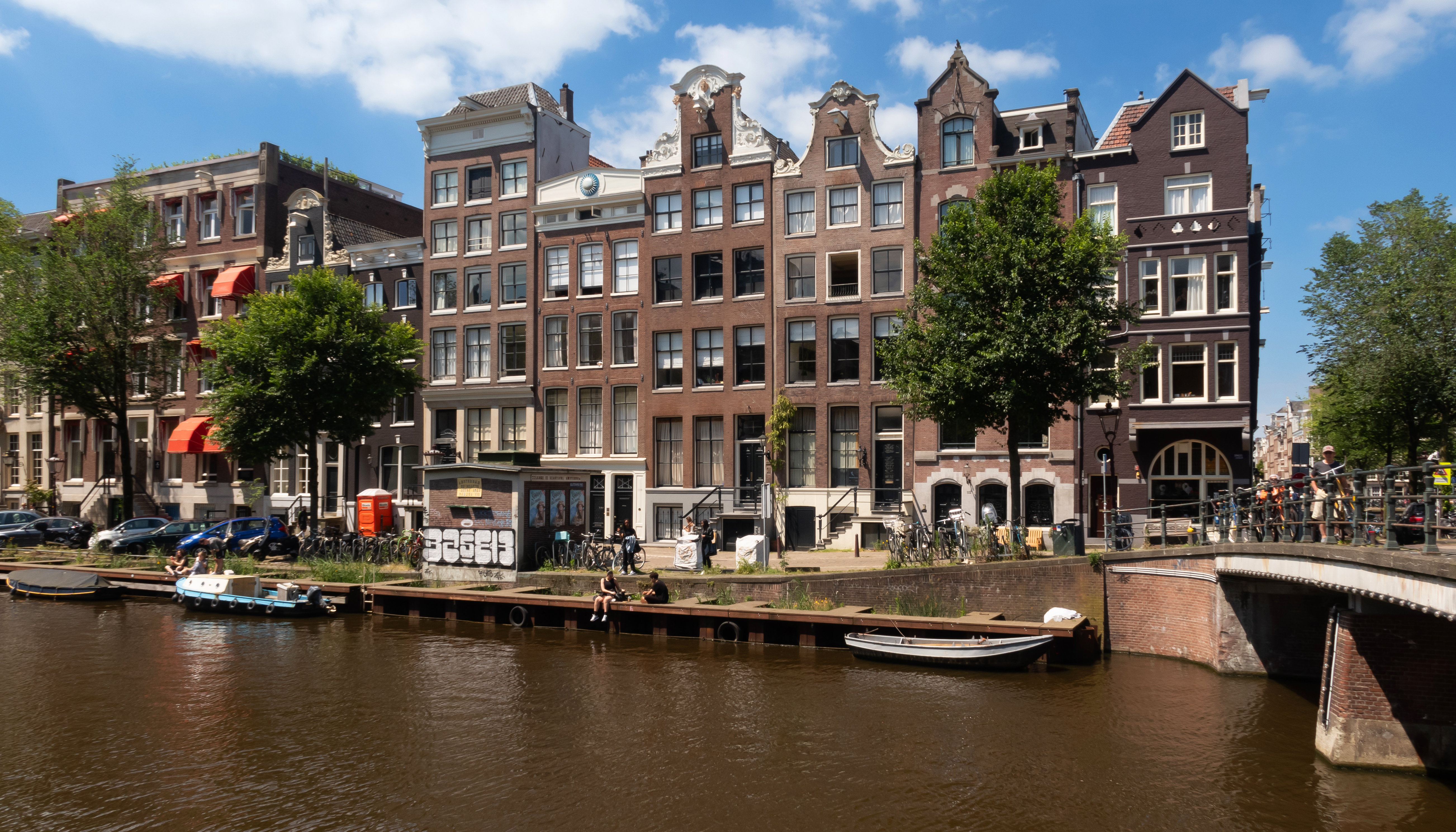
Der Singel auf Höhe Blauwburgwal
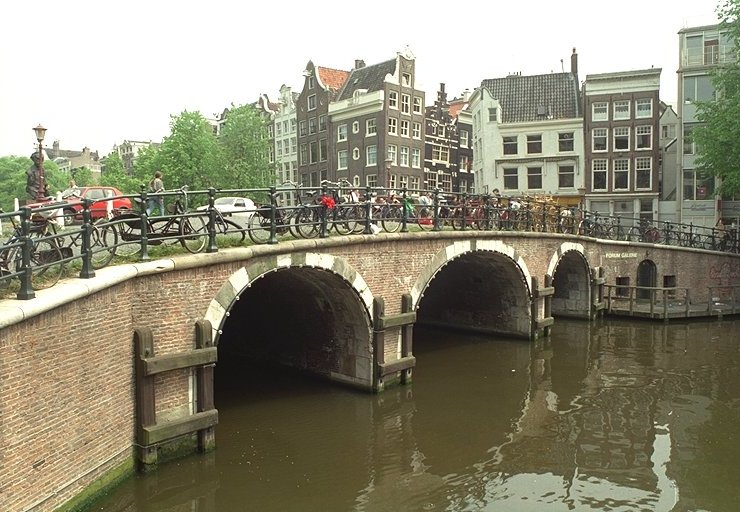
Torensluis (Brücke 9) über den mittleren Singel
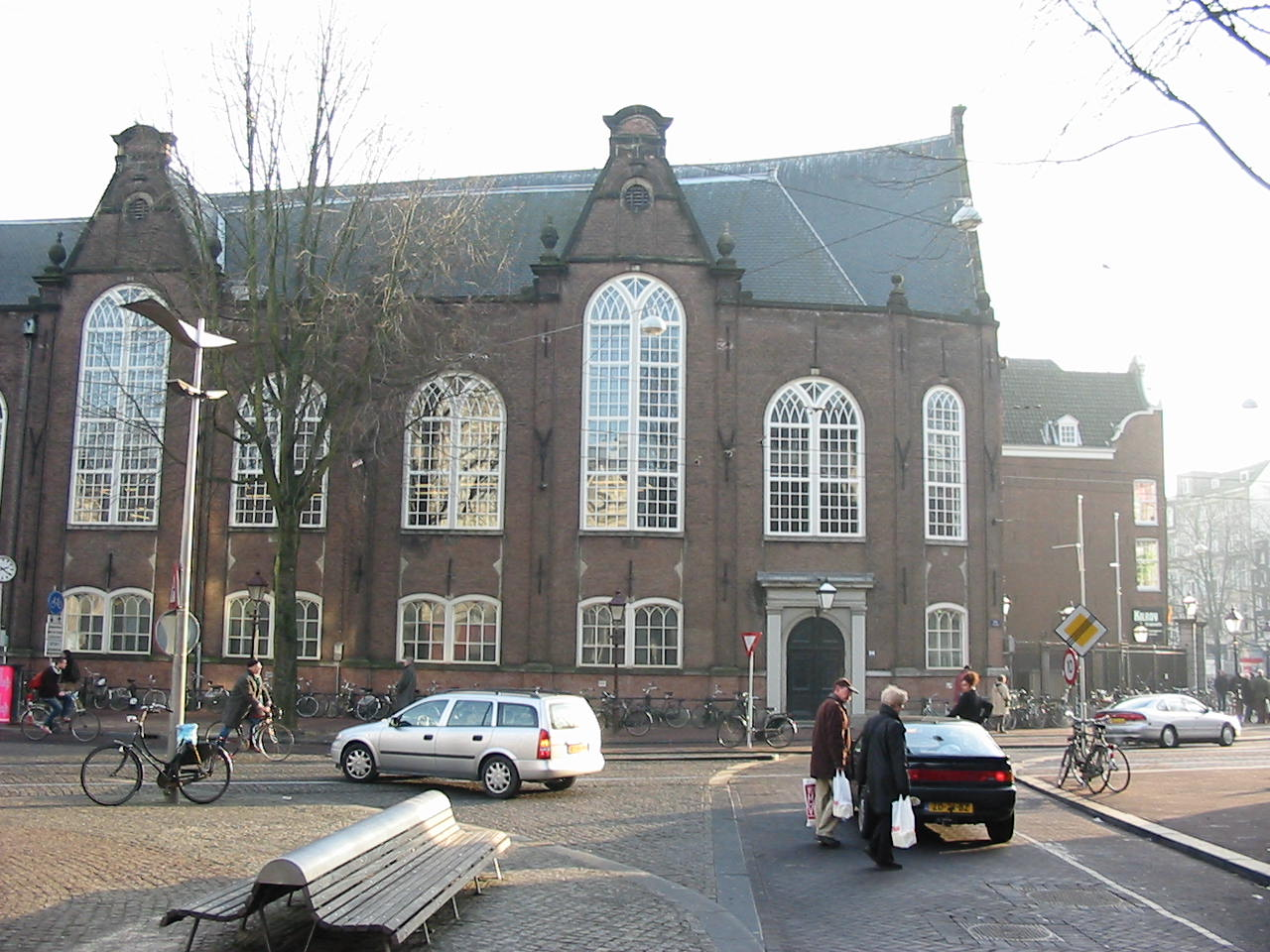
Die Oude Lutherse Kerk am Singel/Ecke Spui (2002)
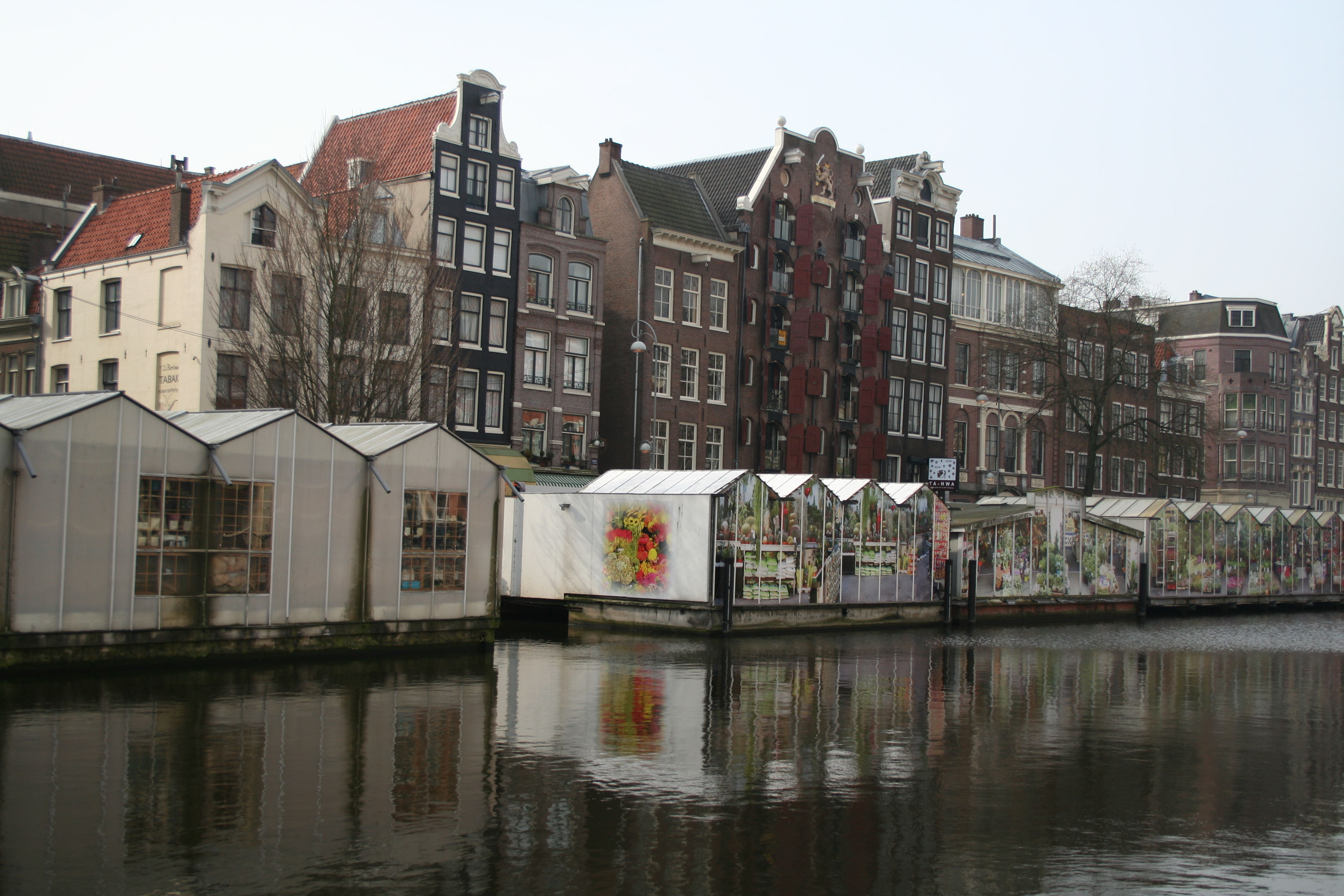
Blumenmarkt-Stände am Singel zwischen Konings- und Muntplein
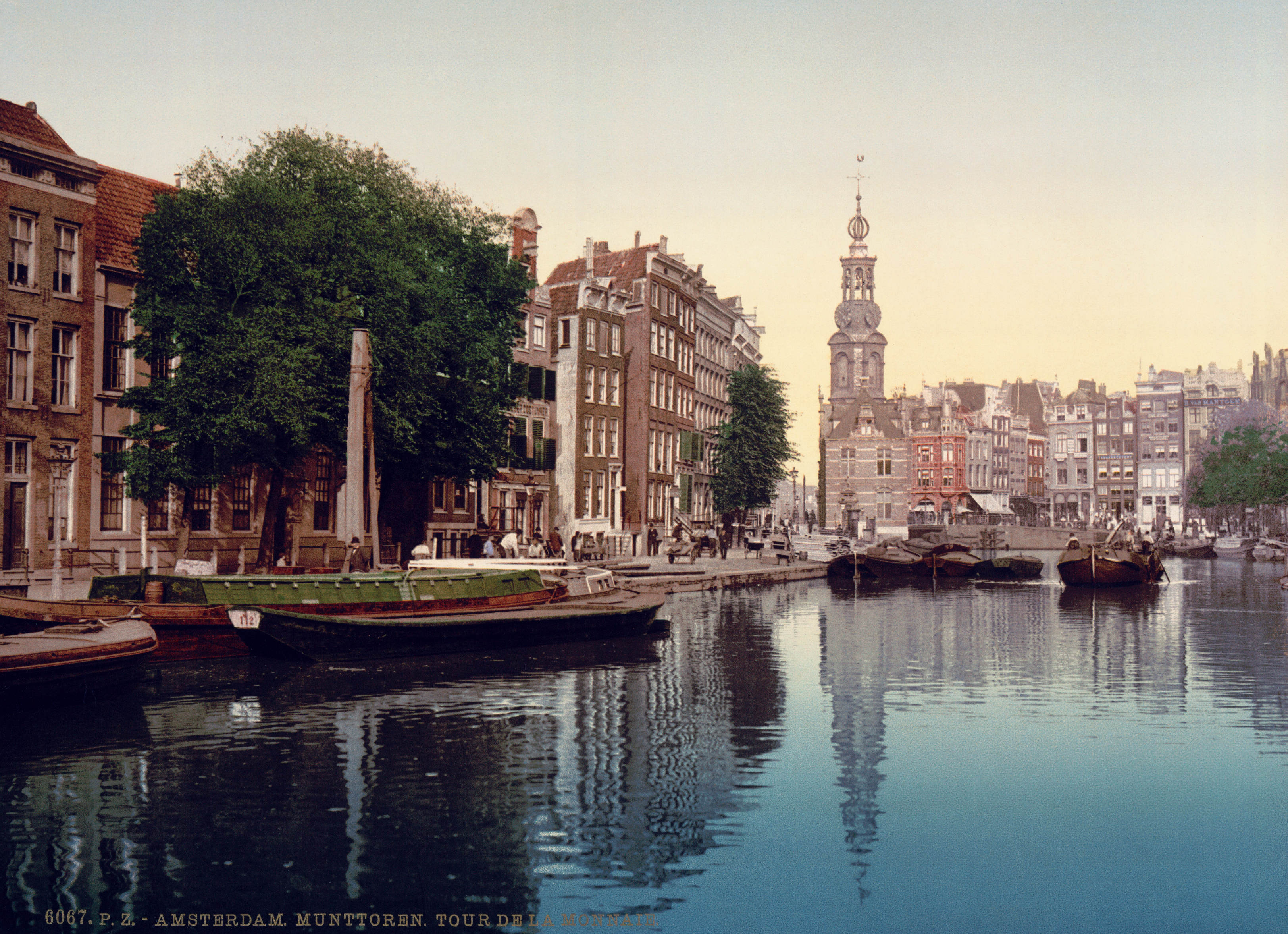
Der Munttoren am südlichen Ende des Singel (Historische Aufnahme 1890–1905)

## Architektonische Sehenswürdigkeiten
Am Singel findet sich eine Reihe architektonischer Sehenswürdigkeiten:
- Singel 11: Ronde Lutherse Kerk (Runde Lutherische Kirche) aus dem Jahr 1671
- Singel 36: Haus Zeevrugt von 1763
- Singel 83–85: Het Oude Veerhuis De Swaen (Das Alte Fährhaus Der Schwan) von 1652
- Singel 116: Het Huis met de Neuzen (Das Haus mit den Nasen) von 1752
- Singel 140–142: Haus De Dolphijn von etwa 1600
- Singel 166: eines der schmalsten Häuser Amsterdams
- Singel 390: Haus Bouwkonst, erbaut um 1700
- Singel 411/Ecke Spui: Oude Lutherse Kerk von 1632–1633
- Singel 446: die neugotische römisch-katholische Kirche De Krijtberg von 1881
- Singel 452: Singelkerk, versteckte niederländisch-mennonitische Kirche

## Blumenmarkt
Der schwimmende Blumenmarkt am Südufer des Singels läuft vom Koningsplein bis zum Muntplein.

## Neun Straßen
Zwischen Raadhuisstraat und Leidsegracht liegt westlich des Singels das Einkaufs- und Ausgehviertel Neun Straßen.

## Rezeption

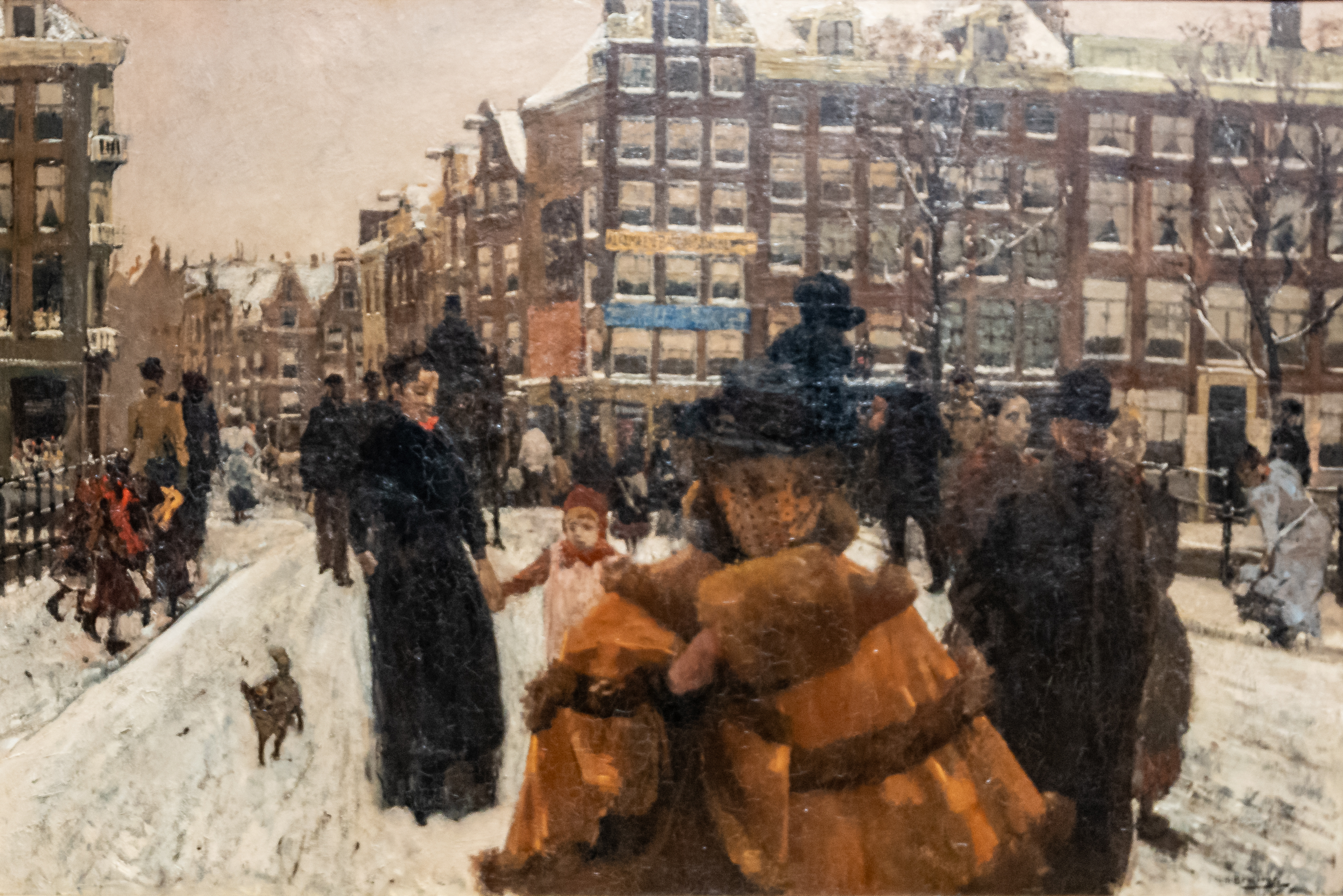
Die Singelbrücke bei der Paleisstraat in Amsterdam

- Das impressionistische Gemälde des niederländischen Malers George Hendrik Breitner Die Singelbrücke bei der Paleisstraat in Amsterdam (1896) zeigt eine Winteransicht der Brücke mit Passanten.